# Bakhornet
Bakhornet (norwegisch für Rückwärtiges Horn) ist ein kleiner Berg im ostantarktischen Königin-Maud-Land. Im Gebirge Sør Rondane ragt er im oberen Abschnitt des Mjellbreen auf.
Norwegische Wissenschaftler benannten ihn nach seiner geografischen Lage.